# Bagnolo Cremasco
Bagnolo Cremasco – miejscowość i gmina we Włoszech, w regionie Lombardia, w prowincji Cremona.
Według danych na rok 2004 gminę zamieszkiwały 4554 osoby, 455,4 os./km².